# Arne Næss
Arne Dekke Eide Næss (27 de enero de 1912 – 12 de enero de 2009) fue el fundador de la ecología profunda y el más reputado filósofo noruego del siglo XX, siendo el catedrático más joven de los nombrados en la Universidad de Oslo, cargo que ejerció ininterrumpidamente desde 1939 a 1970. Næss fue además un avezado alpinista al que se conoció por ser tío del célebre montañero y hombre de negocios Arne Næss Jr.  y el hermano menor del armador Erling Dekke Næss.
Næss reconoció la lectura del libro editado en 1962, Primavera silenciosa, por la bióloga Rachel Carson como la influencia clave en su visión de la ecología profunda. Næss promulgaba también el uso de la acción directa. En 1973, junto con un gran número de manifestantes, se encadenó frente a las rocas de Mardalsfossen, una cascada de un fiordo noruego, y se negó a bajar hasta que los planes para construir una presa se eliminaron. Aunque los manifestantes fueron reprimidos por la policía, la manifestación fue un éxito.
En 1958, Arne Naess fundó la revista de filosofía interdisciplinar Inquiry.
Næss fue un candidato político menor en el Partido Verde de Noruega.
En su calidad de alpinista, Næss dirigió en 1950 la primera expedición de ascensión al Tirich Mir (7708 m). La montaña siempre jugó un papel importante en su vida y de hecho pasaba largas temporadas en su cabaña al pie del macizo Hallingskarvet.